# Laffly W15TCC
La Laffly W15T Chasseur de Chars era un cacciacarri ruotato francese sviluppato dalla Laffly sul telaio del trattore d'artiglieria leggero Hotchkiss W15. Fu realizzato come soluzione di emergenza dall'Esercito francese contro la netta superiorità dei carri armati tedeschi.

## Storia

### Sviluppo e produzione
La società Laffly, originariamente produttrice di mezzi pesanti quali autocarri ed autobus, negli anni venti e trenta si era specializzata nella progettazione di veicoli fuoristrada. I telai Laffly, tra i quali il Laffly W15, si distinguevano per l'avanzano sistema di trasmissione e sospensione ed, esteticamente, per le due coppie di ruote folli, rispettivamente sotto al muso e tra il primo ed il secondo asse, che favorivano il superamento degli ostacoli.
Nell'ottobre del 1939 presso l'Armée de terre era chiara l'esigenza di un veicolo anticarro ruotato ed il generale Keller, Ispettore generale delle forze corazzate francesi, propose l'idea di installare il cannone controcarro 47 mm Mle 1937 su un veicolo blindato fuoristrada. Il 6 dicembre 1939 il progetto venne accettato; la scelta dello scafo cadde sul mezzo 6×6 Laffly W15, in particolare sulla versione trattore d'artiglieria leggero Hotchkiss W15T. Il progetto prevedeva una cabina completamente blindata e, posteriormente, una casamatta blindata sul cassone del mezzo, contenente il cannone, installato "in fuga". Le piastre, spesse 12–15 mm, garantivano una ragionevole protezione all'equipaggio, comparabile alla scudatura dell'equivalente Panzerjäger I tedesco. Le prime prove fuoristrada del prototipo completamente blindato ebbero luogo presso il poligono di Vincennes il 2 marzo 1940, seguite dalle prove a fuoco il 4 marzo con il personale della 1re Division Cuirassée. I test furono completati con successo il 12 marzo ed il W15TCC venne accettato dall'esercito. Tuttavia il 6 maggio il generale Gamelin si oppose alla produzione in serie del mezzo in considerazione della sua bassa protezione, della sagoma eccessivamente alta e delle conseguenze della sua produzione sugli altri programmi in corso.
La rapida avanzata delle Panzer-Divisionen precipitò la situazione francese e il 17 maggio lo Stato maggiore emise un ordine per 50 mezzi; affinché questi potessero influire sugli eventi, si decise di velocizzarne l'entrata in servizio producendo il cacciacarri con blindatura notevolmente ridotta. La cabina ricevette una blindatura solo parziale, con due piastre superiori ed un parabrezza blindato, ripiegabile in condizioni di marcia. La casamatta posteriore venne eliminata ed il pezzo ricevette solo un prolungamento ai due lati della scudatura del pezzo, a protezione dei serventi. Il cannone aveva un settore di tiro orizzontale di 60° verso il retro del mezzo ed una elevazione di -13°/+13°; il mezzo era dotato inoltre di un fucile mitragliatore MAC 24/29, che poteva essere montato su due differenti sostegni sulla sovrastruttura. Il 20 maggio l'ordine fu portato a 100 unità. Il primo veicolo fu consegnato il 25 maggio, solo 8 giorni dopo l'emissione dell'ordine. Il ritmo di produzione fu di 5 mezzi ogni due giorni, per un totale di 70 scafi completati, di cui 62 entrati in servizio prima della resa della Francia.

### Organizzazione
I W15TCC vennero assegnati alle Batterie d'Anti-Chars Automoteurs (BACA), ovvero "batterie anticarro semoventi". Ogni BACA schierava tre sezioni o plotoni (anticarro, antiaerea e servizi) ed aveva in organico 3 ufficiali, 12 sottufficiali e 73 soldati.
Section antichar de 47 mm automoteur
- - Section de commandement
    - 1 × Laffly V15R da collegamento e ricognizione
    - 1 × motocicletta di collegamento

  - Section de tir 
    - 5 × Laffly W15TCC
    - 3 × Unic TU1 + 3 × rimorchi da fanteria Mle 1937 con 200 munizioni AP da 47 mm
    - 1 × motociclette

Section de DCA
- - Section de commandement
    - 1 × vettura di collegamento (Peugeot 402?)
    - 2 × motociclette
    - 1 × bicicletta

  - Service des pièces
    - 3 × Hotchkiss 25 mm Mle 1938
    - 3 × Laffly W15T (per il traino delle mitragliere ed il trasporto delle relative munizioni)
    - 1 × Laffly W15T di recupero/portamunizioni di riserva

  - Service des munitions et conduite de tir
    - 1 × autocarro portamunizioni Berliet da 5 t con 3.200 munizioni da 25 mm
    - 2 × autocarri leggeri Citroën U23

Services généraux
- - 1 × Laffly S25T da recupero
  - 2 autocarri leggeri Citroën U23 per bagaglio e viveri
  - 2 autocarri Citroën Type 45 per carburante e magazzino
  - 1 × cucina da campo trainata Mle 1916-1936 M.38

### Impiego operativo
Alla prova del fuoco i W15TCC risultarono pienamente soddisfacenti e causarono numerose perdite tra i carri tedeschi, senza per questo influire sull'inesorabile avanzata delle Panzer-Division. Tuttavia l'immaturità del veicolo dovuta all'urgenza nella progettazione e produzione si evidenziò soprattutto nei seguenti aspetti:
- vulnerabilità, soprattutto della parte motoristica, non protetta dalle piastre.
- impossibilità di ingaggiare il nemico "in caccia", dovuta all'orientamento "in fuga" del pezzo.
- assenza di munizioni utilizzabili contro le fanterie.